# Aristote N'Dongala
Aristote N'Dongala (Kinshasa, 19 gennaio 1994) è un calciatore congolese (Repubblica Democratica del Congo), centrocampista svincolato.